# Tour de France 1989
Il Tour de France 1989, settantaseiesima edizione della Grande Boucle, si svolse in ventuno tappe precedute da un prologo iniziale, tra il 1º luglio e il 23 luglio 1989, per un percorso totale di 3 285,3 km. 
Fu vinto per la seconda volta dal passista-scalatore e cronoman statunitense Greg LeMond (al quarto podio della carriera nella corsa a tappe francese, dopo un terzo posto nel 1984, una piazza d'onore nel 1985 e la prima vittoria nell'edizione del 1986). 
La vittoria di LeMond fu la seconda vittoria al Tour di un corridore statunitense.
LeMond terminò le sue fatiche sugli asfalti di Francia in 87h38'35". 
A soli 8 secondi di distacco dal californiano (si trattò del minore distacco di sempre della Grande Boucle tra il primo e il secondo classificato) si piazzò al secondo posto della graduatoria generale il passista-scalatore e finisseur francese Laurent Fignon (per la terza e ultima volta sul podio del Tour, dopo i trionfi nelle edizioni 1983 e 1984). 
In terza posizione della classifica generale arrivò il vincitore dell'anno precedente, lo scalatore spagnolo Pedro Delgado (al terzo ed ultimo podio della carriera, peraltro consecutivo, conseguito al Tour dopo la piazza d'onore nel 1987 e la vittoria nel 1988).
Le classifiche minori furono vinte dall'irlandese Sean Kelly (punti), dall'olandese Gert-Jan Theunisse (montagna) e dal francese Fabrice Philipot (giovani) mentre la classifica a squadre fu appannaggio della PDM-Ultima-Concorde. 
Il corridore che si impose in più tappe fu Greg LeMond (3).
LeMond risulterà vincente per la terza e ultima volta anche nella successiva edizione del 1990.

## Tappe
| Tappa  | Data      | Percorso                                    | km      | Vincitore di tappa | Leader cl. generale |
| ------ | --------- | ------------------------------------------- | ------- | ------------------ | ------------------- |
| prol.  | 1º luglio | Lussemburgo (LUX) (cron. individuale)       | 7,8     | Erik Breukink      | Erik Breukink       |
| 1ª     | 2 luglio  | Lussemburgo (LUX) > Lussemburgo (LUX)       | 135,5   | Acácio da Silva    | Acácio da Silva     |
| 2ª     | 2 luglio  | Lussemburgo (LUX) (cron. a squadre)         | 46      | Super U            | Acácio da Silva     |
| 3ª     | 3 luglio  | Lussemburgo (LUX) > Spa-Francorchamps (BEL) | 241     | Raúl Alcalá        | Acácio da Silva     |
| 4ª     | 4 luglio  | Liegi (BEL) > Wasquehal                     | 255     | Jelle Nijdam       | Acácio da Silva     |
|        | 5 luglio  | giorno di riposo                            |         |                    |                     |
| 5ª     | 6 luglio  | Dinard > Rennes (cron. individuale)         | 73      | Greg LeMond        | Greg LeMond         |
| 6ª     | 7 luglio  | Rennes > Futuroscope                        | 259     | Joël Pelier        | Greg LeMond         |
| 7ª     | 8 luglio  | Poitiers > Bordeaux                         | 258,5   | Étienne De Wilde   | Greg LeMond         |
| 8ª     | 9 luglio  | Labastide-d'Armagnac > Pau                  | 157     | Martin Earley      | Greg LeMond         |
| 9ª     | 10 luglio | Pau > Cauterets-Cambasque                   | 147     | Miguel Indurain    | Greg LeMond         |
| 10ª    | 11 luglio | Cauterets > Superbagnères                   | 136     | Robert Millar      | Laurent Fignon      |
| 11ª    | 12 luglio | Luchon > Blagnac                            | 158,5   | Mathieu Hermans    | Laurent Fignon      |
| 12ª    | 13 luglio | Tolosa > Montpellier                        | 242     | Valerio Tebaldi    | Laurent Fignon      |
| 13ª    | 14 luglio | Montpellier > Marsiglia                     | 179     | Vincent Barteau    | Laurent Fignon      |
| 14ª    | 15 luglio | Marsiglia > Gap                             | 240     | Jelle Nijdam       | Laurent Fignon      |
| 15ª    | 16 luglio | Gap > Orcières-Merlette (cron. individuale) | 39      | Steven Rooks       | Greg LeMond         |
|        | 17 luglio | giorno di riposo                            |         |                    |                     |
| 16ª    | 18 luglio | Gap > Briançon                              | 175     | Pascal Richard     | Greg LeMond         |
| 17ª    | 19 luglio | Briançon > Alpe d'Huez                      | 165     | Gert-Jan Theunisse | Laurent Fignon      |
| 18ª    | 20 luglio | Le Bourg-d'Oisans > Villard-de-Lans         | 91,5    | Laurent Fignon     | Laurent Fignon      |
| 19ª    | 21 luglio | Villard-de-Lans > Aix-les-Bains             | 125     | Greg LeMond        | Laurent Fignon      |
| 20ª    | 22 luglio | Aix-les-Bains > L'Isle-d'Abeau              | 130     | Giovanni Fidanza   | Laurent Fignon      |
| 21ª    | 23 luglio | Versailles > Parigi (cron. individuale)     | 24,5    | Greg LeMond        | Greg LeMond         |
| Totale | Totale    | Totale                                      | 3 285,3 |                    |                     |

## Squadre e corridori partecipanti
| N.      | Cod. | Squadra                    |
| ------- | ---- | -------------------------- |
| 1-9     | BAN  | Banesto                    |
| 11-19   | PDM  | PDM-Ultima-Concorde        |
| 21-29   | KEL  | Kelme                      |
| 31-39   | HEV  | Helvetia-La Suisse         |
| 41-49   | U    | Super U-Raleigh-Fiat       |
| 51-59   | CDC  | Café de Colombia-Mavic     |
| 61-69   | Z    | Z-Peugeot                  |
| 71-79   | BH   | BH                         |
| 81-89   | PAN  | Panasonic-Isostar          |
| 91-99   | HIT  | Hitachi-VTM                |
| 101-109 | 7EL  | 7 Eleven-American Airlines |

| N.      | Cod. | Squadra              |
| ------- | ---- | -------------------- |
| 111-119 | PAT  | Paternina            |
| 121-129 | CAR  | Carrera-Vagabond     |
| 131-139 | RMO  | R.M.O.               |
| 141-149 | ADR  | ADR-Santini          |
| 151-159 | FAG  | Fagor-MBK            |
| 161-169 | HIS  | Histor-Sigma         |
| 171-179 | CHA  | Chateau d'Ax         |
| 181-189 | TOS  | Toshiba-Kärcher-Look |
| 191-199 | DOM  | Domex-Weinmann       |
| 201-209 | SUP  | Superconfex-Yoko     |
| 211-219 | TVM  | TVM-Yoko             |

## Resoconto degli eventi
Al Tour de France 1989 parteciparono 198 corridori, dei quali 138 giunsero a Parigi. Le squadre partecipanti erano 5 francesi, 5 belghe, 3 spagnole, 3 olandesi, 2 italiane, 2 colombiane, 1 svizzera, 1 statunitense. I corridori partecipanti erano 40 francesi, 35 belgi, 31 olandesi, 19 spagnoli, 15 italiani, 13 colombiani, 10 svizzeri, 8 danesi, 5 statunitensi, 4 irlandesi, 3 australiani, 3 norvegesi, 2 tedeschi, 2 jugoslavi, 2 britannici, 2 austriaci, 1 statunitense, 1 messicano, 1 portoghese, 1 canadese, 1 neozelandese.
Il Tour del 1989 iniziò in Lussemburgo e si concluse come di consueto agli Champs-Élysées, con una cronometro finale. Le cronometro in tutto furono cinque, inclusi il prologo e una cronosquadre.
Greg LeMond fu il corridore che vinse il maggior numero di frazioni: tre sulle ventidue previste.
La corsa visse sulla sfida tra Greg LeMond e Laurent Fignon e sul tentativo di rimonta di Pedro Delgado. Lo spagnolo campione in carica si presentò in ritardo alla partenza al prologo e perse subito 2'54". Il pomeriggio del giorno successivo, nella cronometro a squadre, Delgado fu distanziato dalla sua squadra che solo dopo qualche chilometro decise di attenderlo, ma alla fine la Reynolds-Banesto fu costretta a cedere 4'32" e Delgado si ritrovò ad oltre 7' dalla testa della classifica. La cronometro della quinta tappa fu vinta da LeMond, che sperimentò un manubrio da triathlon, successivamente adottato da tutti i ciclisti.
Con la cronometro, vinta su Delgado, lo statunitense prese la maglia gialla con 5" su Fignon. Il francese rispose nella decima tappa, strappando per soli 7" la maglia all'avversario, ma fu costretto a cedere nuovamente il primato nella cronoscalata di Orcières-Merlette. Due giorni dopo, sull'Alpe d'Huez, fu ancora Fignon a tornare in cima alla classifica, mentre Delgado, attaccando su ogni salita, si rifece sotto portandosi a meno di 2' dal francese. Fignon vinse la tappa sulle Alpi a Villard-de-Lans, LeMond vinse la successiva ad Aix-les-Bains.
L'ultima tappa era nuovamente una cronometro. Il francese partì con 50" di vantaggio, ma lo statunitense dominò la gara e con una media di 54,545 km/h conquistò la maglia gialla con 8" di vantaggio: fu il distacco minore fra primo e secondo di tutta la storia del Tour. La media fu la più alta mai registrata e sarà battuta solo da David Zabriskie nel prologo del Tour de France 2005.
Alla fine del Tour 1989, Fignon portò la maglia gialla al termine di nove frazioni su un totale di ventidue (considerando come unità anche il cronoprologo), mentre LeMond la indossò alla fine di otto tappe e, soprattutto, la volta più importante, a Parigi.
Acácio da Silva fu il primo portoghese a indossare la maglia gialla. Miguel Indurain vinse una tappa e terminò diciassettesimo. L'olandese Gert-Jan Theunisse vinse sull'Alpe d'Huez e conquistò il quarto posto in classifica generale.
Fra gli italiani, una tappa andò a Valerio Tebaldi e una a Giovanni Fidanza. Il primo degli italiani in classifica fu Gianni Bugno, che chiuse undicesimo.
Laurent Fignon (detto "il Professore" perché correva con gli occhiali da vista) è tuttora ricordato, in particolar modo, oltre che per la sua prestigiosa carriera costellata di successi, anche per una certa sfortuna tecnologica. Infatti, perse due Grandi Giri in cronometro nelle quali i suoi avversari fecero sfoggio di novità importanti nella componentistica delle loro biciclette: al Giro d'Italia 1984, nella cronometro conclusiva di Verona, Fignon aveva perso la maglia rosa dallo specialista delle crono Francesco Moser, il quale aveva utilizzato una ruota lenticolare; nell'occasione il francese polemizzò anche con l'organizzazione del Giro rea, a suo dire, di aver creato con la posizione dell'elicottero una situazione di vento favorevole al trentino. Nel Tour 1989, invece, il parigino perse nella sua città natale per soli otto secondi dal rivale storico LeMond che, per primo, aveva montato sulla sua bicicletta un particolare manubrio da triathlon che favoriva la posizione aerodinamica, e che tuttora viene utilizzato da ogni ciclista professionista nelle prove contro il tempo.

## Classifiche finali

### Classifica generale - Maglia gialla
| Pos. | Corridore          | Squadra     | Tempo     |
| ---- | ------------------ | ----------- | --------- |
| 1    | Greg LeMond        | ADR-Santini | 87h38'35" |
| 2    | Laurent Fignon     | Super U     | a 8"      |
| 3    | Pedro Delgado      | Reynolds    | a 3'34"   |
| 4    | Gert-Jan Theunisse | PDM-Ultima  | a 7'30"   |
| 5    | Marino Lejarreta   | Paternina   | a 9'39"   |
| 6    | Charly Mottet      | R.M.O.      | a 10'06"  |
| 7    | Steven Rooks       | PDM-Ultima  | a 11'10"  |
| 8    | Raúl Alcalá        | PDM-Ultima  | a 14'21"  |
| 9    | Sean Kelly         | PDM-Ultima  | a 18'25"  |
| 10   | Robert Millar      | Z-Peugeot   | a 18'46"  |

### Classifica a punti - Maglia verde
| Pos. | Corridore        | Squadra      | Punti |
| ---- | ---------------- | ------------ | ----- |
| 1    | Sean Kelly       | ADR-Santini  | 277   |
| 2    | Étienne De Wilde | Histor-Sigma | 194   |
| 3    | Steven Rooks     | PDM-Ultima   | 163   |

### Classifica scalatori - Maglia a pois
| Pos. | Corridore          | Squadra    | Punti |
| ---- | ------------------ | ---------- | ----- |
| 1    | Gert-Jan Theunisse | PDM-Ultima | 441   |
| 2    | Pedro Delgado      | Reynolds   | 311   |
| 3    | Steven Rooks       | PDM-Ultima | 257   |

### Classifica giovani - Maglia bianca
| Pos. | Corridore        | Squadra  | Tempo     |
| ---- | ---------------- | -------- | --------- |
| 1    | Fabrice Philipot | Toshiba  | 88h23'18" |
| 2    | William Palacio  | Reynolds | a 59"     |
| 3    | Gérard Rué       | Super U  | a 18'50"  |

### Classifica a squadre - Numero giallo
| Pos. | Squadra             | Tempo |
| ---- | ------------------- | ----- |
| 1    | PDM-Ultima-Concorde | -     |
| 2    | Reynolds-Banesto    | -     |
| 3    | Z-Peugeot           | -     |